# Minke Smabers
Minke Smabers, de nom de naixement Minke Smabers   (la Haia, 22 de març de 1979) és una jugadora d'hoquei sobre herba neerlandesa, que ocupa la plaça de centrecampista, guanyadora de tres medalles olímpiques. Germana de la també jugadora d'hoquei i medallista olímpica Hanneke Smabers està casada amb el jugador de beisbol Tjerk Smeets.
Va participar, als 21 anys, en els Jocs Olímpics d'Estiu de 2000 realitzats a Sydney (Austràlia), on va aconseguir guanyar la medalla de bronze en la prova femenina d'hoquei sobre herba. En els Jocs Olímpics d'Estiu de 2004 realitzats a Atenes (Grècia) va aconseguir guanyar la medalla de plata en aquesta competició, un metall que es transformà en or en els Jocs Olímpics d'Estiu de 2008 realitzats a Pequín (República Popular de la Xina).
Al llarg de la seva carrera ha guanyat tres medalles en el Campionat del Món d'hoquei sobre herba, una d'elles d'or; tres medallse en el Campionat d'Europa, dues d'elles d'or; i deu medalles en el Champions Trophy, tres d'elles medalles d'or.
Amb la selecció neerlandesa, de la qual es retirà el 2010, jugà 312 partits en què marcà 23 gols. Fou la primera jugadora neerlandesa en superar els 300 partits internacionals.